# Matilde de Franconia

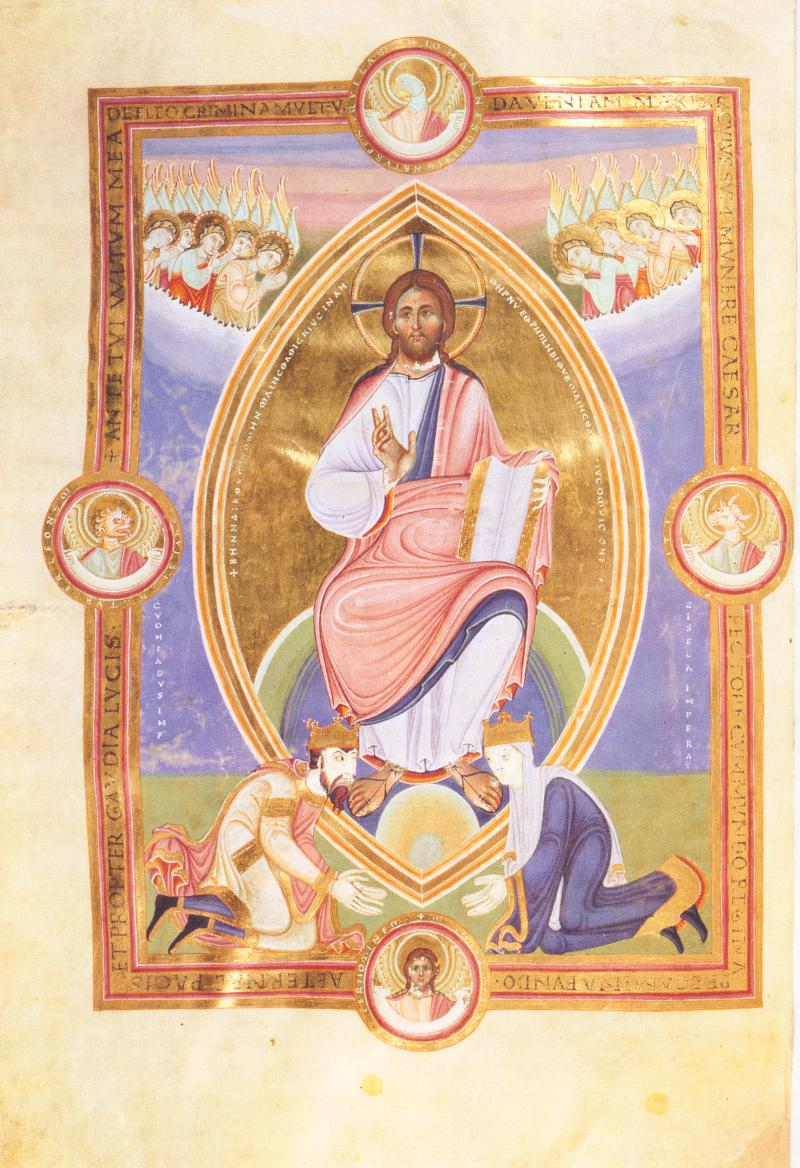
Los padres de Matilde, Conrado y Gisela están reprsentados aquí arrodillados ante Cristo en Majestad

Matilde de Franconia (h. 1027 – 1034) fue una hija del emperador Conrado II y Gisela de Suabia de la dinastía salia. El hermano mayor de Matilde fue el emperador Enrique III.
En una reunión con el rey Enrique I de Francia en Deville en Lorena en mayo de 1033, Conrado consintió en casar a su hija Matilde, de cinco años, con Enrique. Sin embargo, antes de que ella pudiera casarse, murió a principios del año 1034. Su matrimonio fue arreglado para confirmar una paz firme que había sido acordada entre Enrique y Conrado.
Fue enterrada en la catedral de Worms.
El capellán de Conrado, Wipo de Borgoña mencionó a Matilde como «filia imperatoris Chuonradi et Giselæ, Mahthilda».